# Adolfo Gaich
Adolfo Julián Gaich (ur. 26 lutego 1999 w Córdobie) – argentyński piłkarz pochodzenia włoskiego występujący na pozycji napastnika, reprezentant Argentyny, od 2024 roku zawodnik tureckiego Antalyasporu.